# Pyrrosia mechowii
Pyrrosia mechowii là một loài thực vật có mạch trong họ Polypodiaceae. Loài này được Alston miêu tả khoa học đầu tiên.